# Caballo Don
En los siglos XVIII y XIX los criadores rusos de la región del Don emprendieron la tarea de dar nacimiento a una raza de caballos destinados a las labores bélicas. Naturalmente que el nombre de esta raza evoca de inmediato a los célebres cosacos del Don. Sin embargo el verdadero origen de esta raza de caballos debe buscarse en las estepas donde vivían las tribus nómadas mongoles. 

## Procedencia
El verdadero origen del Don se remonta a los caballos de estepa de las tribus nómadas, sufriendo la influencia del Nagai mongol y el Caballo árabe persa, Turkoman horse, Karabakh . Esta raza comenzó a evolucionar a partir del siglo XVIII, finalizando tal desenvolvimiento el siglo siguiente. 

## Características de la raza

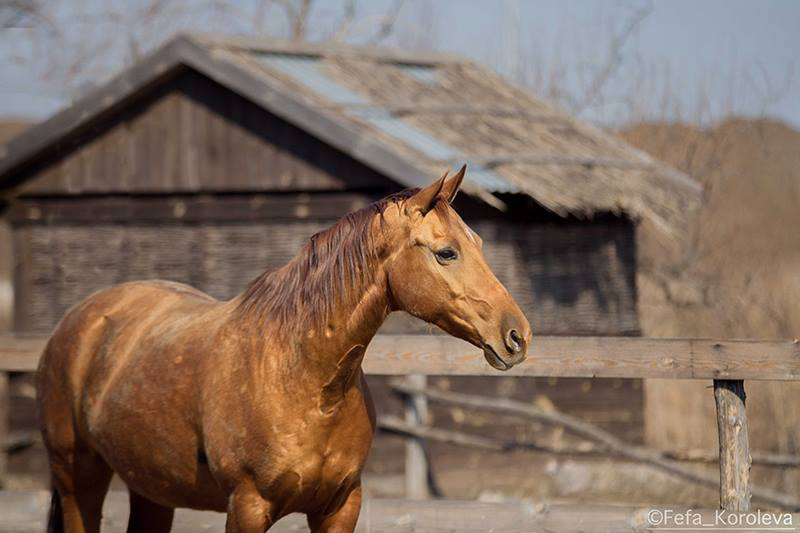
Don yegua Litsedeyka.

El cuerpo del Don muestra una estructura masiva y su constitución es poderosa; el pecho bien desarrollado y costillares de piezas anchas y largas. Tiene una grupa redondeada y los cuartos traseros tienen tendencia a inclinarse, la cola es de inserción baja. La cabeza es de un perfil recto y tamaño mediano, la crín de pelo fino y sedoso, es larga pero no muy espesa. 
Sin embargo, debido a sus defectos de conformación no se mueve con especial soltura y por lo tanto no es especialmente cómodo, su gran resistencia y lo económico de su mantenimiento le hacen un apreciado caballo de trabajo.
Se trata de una de las razas de caballos más dura, su rendimiento es altísimo y se sabe que puede recorrer 275 km en 24 h.

### Tamaño
La alzada ideal del Don oscila entre los 150 y 168 cm. 

### Historia
En la actualidad el Don ayuda al transporte de las cosechas, al arnés y al tiro agrícola. En los comienzos del siglo XX no hubo mezclas de sangre alguna con estos poderosos caballos del Don. Cabe mencionar que esta raza y sus jinetes, los famosos cosacos, obtuvieron justa fama entre 1812 y 1814, cuando aproximadamente 60 000 cosacos ayudaron, montando estos caballos, a rechazar las fuerzas napoleónicas. Desde entonces los Don mejoraron con los Orlov, los pura sangre inglés y los Strelet árabes. 

### Capa
Las capas que predominan son el alazán y el castaño, a veces con reflejos dorados. 

### Temperamento
El Don tiene un temperamento de sangre tibia. El caballo Don es un caballo tranquilo, lleno de confianza y algo independiente, moderado y uniforme.